# Республиканские выборы в СССР (1963)
В марте 1963 года в Союзе Советских Социалистических Республик прошли VI республиканские выборы, по итогу которых были избраны Верховные Советы союзных республик СССР.

## Предыстория
Выборы прошли на фоне продолжающейся хрущёвской оттепели, карибского кризиса, а также раскола между СССР и КНР, и продолжающейся десталинизации. Ситуация внутри страны начинает негативно сказываться на настроениях граждан, в частности, за год до республиканских выборов произошёл знаменитый новочеркасский расстрел, что пытались смягчить, например, одобрением системы потребительского кредита внутри СССР для покупки товаров, а также кадровыми изменениями внутри аппарата госбезопасности. Активно шла антирелигиозная кампания.

## Ход выборов
Выборы не являлись альтернативными, и избирателям предлагалось проголосовать за или против установленного кандидата. Оппозиционно настроенные или несогласные граждане так или иначе лишались права голоса.
| Страна  |            | Выборы                                  | Итоги      | Примечания        |
| ------- | ---------- | --------------------------------------- | ---------- | ----------------- |
| АзССР   |            | Выборы в Верховный Совет АзССР (1963)   | 325 из 325 |                   |
| АрССР   |            | Выборы в Верховный Совет АрССР (1963)   | ???        | Состав неизвестен |
| БССР    |            | Выборы в Верховный Совет БССР (1963)    | 422 из 422 |                   |
| ГССР    |            | Выборы в Верховный Совет ГССР (1963)    | 400 из 400 |                   |
| КазССР  | 3 марта    | Выборы в Верховный Совет КазССР (1963)  | 473 из 473 |                   |
| КирССР  | 18 марта   | Выборы в Верховный Совет КирССР (1963)  | ???        | Состав неизвестен |
| ЛатССР  |            | Выборы в Верховный Совет ЛатССР (1963)  | 310 из 310 |                   |
| ЛитССР  |            | Выборы в Верховный Совет ЛитССР (1963)  | 288 из 288 |                   |
| МССР    |            | Выборы в Верховный Совет МССР (1963)    | ???        | Состав неизвестен |
| РСФСР   | 3 марта    | Выборы в Верховный Совет РСФСР (1963)   | 884 из 884 |                   |
| ТаджССР |            | Выборы в Верховный Совет ТаджССР (1963) | ???        | Состав неизвестен |
| ТурССР  |            | Выборы в Верховный Совет ТурССР (1963)  | 282 из 282 |                   |
| УзССР   |            | Выборы в Верховный Совет УзССР (1963)   | ???        | Состав неизвестен |
| УССР    | 12 февраля | Выборы в Верховный Совет УССР (1963)    | 469 из 469 |                   |
| ЭССР    |            | Выборы в Верховный Совет ЭССР (1963)    | 178 из 178 |                   |